# Rio Amarguilho
Amarguilho (em castelhano: Amarguillo) é um rio espanhol da província de Castela-Mancha que nasce na Serra da Calderina e deságua no Rio Ciguela.